# Hyphessobrycon columbianus
El Hyphessobrycon columbianus es una especie de pez de la familia Characidae en el orden de los Characiformes, que, como su nombre lo indica, es natural de Colombia. 

## Morfología
Suele ser un pez delgado de cuerpo rombodial, alcanzando como máximo los 7 centímetros de largo. Sus aletas dorsales están ubicadas en la parte inferior de su cuerpo, y son generalmente pequeñas pero largas, mientras que la aleta dorsal es alta y larga.
En cuanto al dimorfismo sexual, los machos pueden llegar alcanzar los 7, y generalmente son más delgados y cortos que las hembras.  cm de longitud total.
- Número de vértebras: 34.[1]

## Hábitat
Vive en zonas de clima tropical.

## Distribución geográfica
Se encuentran en Sudamérica: cuenca del río Acandi (Colombia).